# Lohheide (Schleswig)

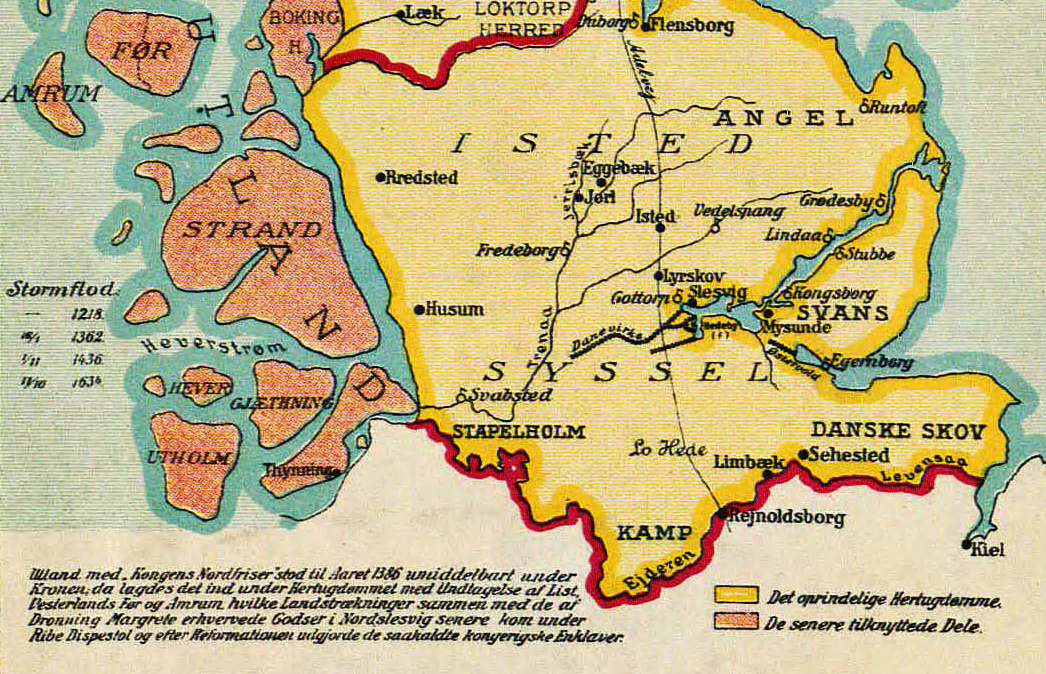
Die Lohheide (Lohede) im südlichen Schleswig/Süderjütland

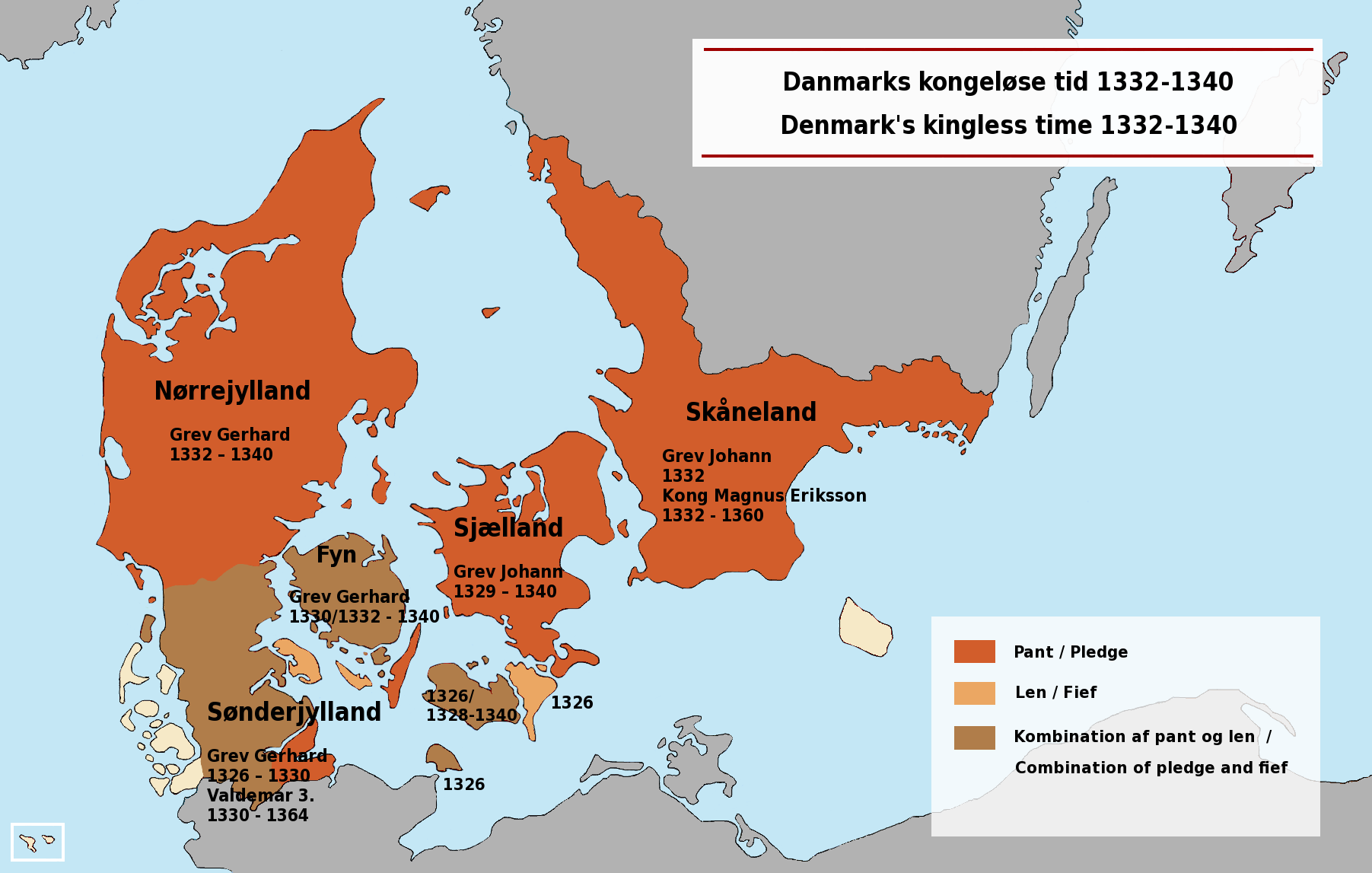
Die Gefangennahme Königs Christoph II. auf der Lohheide 1331 und sein früher Tod 1332 leitete die sogenannte königslose Zeit in Dänemark ein, in der nahezu das gesamte Land an norddeutsche Fürsten verpfändet war.

Die Lohheide (auch: Loheide, dänisch Lohede) ist eine Heidelandschaft im südlichen Schleswig, gelegen nahe dem Ochsenweg zwischen der Eider, der Sorge und dem Danewerk und bei der heutigen Gemeinde Lohe-Föhrden.
Auf der Lohheide fanden im Mittelalter mehrere militärische Auseinandersetzungen zwischen deutschen/holsteinischen Fürsten und dem dänischen Königshaus statt. So kam es hier bereits 1261 zu einem Aufeinandertreffen zwischen dem holsteinischen Grafen Gerhard I. und dänischen Truppen unter ihrer Regentin Margarete Sambiria. Im Jahr 1331 wurde der dänische König Christoph II. auf der Lohheide vom holsteinischen Grafen Gerhard III. gefangen genommen. Die Gefangennahme und der ein Jahr später erfolgte Tod des Königs leitete die sogenannte Königslose Zeit Dänemarks ein, in der nahezu das gesamte Land an norddeutsche Fürsten verpfändet war.
Am 29. Juni 1261 fand auf der Lohheide eine bedeutende Schlacht zwischen der dänischen Regentin Margarete Sambiria und dem späteren Herzog von Schleswig Erich, der den holsteinischen Schauenburgern nahestand (Schlacht auf der Lohheide), statt, in der Margarete Sambiria zunächst eine Niederlage erlitt.
Einige der Schlachten im Großen Nordischen Krieg wurden 1712 in der Lohheide ausgetragen.